# Dysodia longalis
Dysodia longalis är en fjärilsart som beskrevs av Forbes 1942. Dysodia longalis ingår i släktet Dysodia och familjen Thyrididae. Inga underarter finns listade i Catalogue of Life.